# Chastellux-sur-Cure
Chastellux-sur-Cure là một xã của Pháp,tọa lạc ở tỉnh Yonne trong vùng Bourgogne.
Xã này cách Avallon và Quarré-les-Tombes 15 km.

## Hành chính
| Danh sách các thị trưởng               |           |                       |      |         |
| Giai đoạn                              | Giai đoạn | Tên                   | Đảng | Tư cách |
| 1900                                   | 1908      | Auguste Duban         |      |         |
| 1908                                   | 1912      | Jean Laporte          |      |         |
| 1912                                   | 1919      | Alexandre Grasset     |      |         |
| 1919                                   | 1927      | Louis Montraisin      |      |         |
| 1927                                   | 1929      | Marcel Roy            |      |         |
| 1929                                   | 1947      | Olivier de Chastellux |      |         |
| 1947                                   | 1965      | Gaston Rappeneau      |      |         |
| 1965                                   | 1995      | Jean Paillard         |      |         |
| 1995                                   | 2008      | Claude Thiéblot       |      |         |
| 2008                                   |           | Gérard Paillard       |      |         |
| Tất cả các dữ liệu trước đây không rõ. |           |                       |      |         |

## Thông tin nhân khẩu
| Năm | 1962 | 1968 | 1975 | 1982 | 1990 | 1999 |
| --- | ---- | ---- | ---- | ---- | ---- | ---- |
| Dân số | 160  | 187  | 159  | 171  | 159  | 141  |
| From the year 1962 on: No double counting—residents of multiple communes (e.g. students and military personnel) are counted only once. |      |      |      |      |      |      |